# آرچی مارشک
آرچی مارشک (انگلیسی: Archie Marshek؛ ۱۵ فوریهٔ ۱۹۰۲ – ۲۹ مارس ۱۹۹۲) تدوین‌گر اهل ایالات متحده آمریکا بود.

## گزیدهٔ آثار
- مرد مصور (۱۹۶۹)
- چاپارل (۱۹۶۷)
- بونانزا (۱۹۶۷)
- بادآورده را باد می‌برد (۱۹۶۷)
- پاریس در تب‌وتاب (۱۹۶۴)
- سربازهای یک‌چشم (۱۹۶۱)
- بوکانیر (۱۹۵۸)
- یاران (۱۹۵۶)
- جاده بالی (۱۹۵۲)
- یانکی اهل کنتیکت در دربار شاه آرتور (۱۹۴۹)
- گربه و قناری (۱۹۳۹)
- آخرین روزهای پمپی (۱۹۳۵)
- بکی شارپ (۱۹۳۵)
- خطرناک‌ترین بازی (۱۹۳۲)
- مرغ بهشت (۱۹۳۲)
- جنایت بی‌نقص (۱۹۲۸)